# Soběhrdy
Obec Soběhrdy se nachází v okrese Benešov, kraj Středočeský. Žije zde 451 obyvatel. Součástí obce jsou i vesnice Mezihoří, Phov, Žíňánky a Žíňany.
Ve vzdálenosti 5 km jihozápadně leží Benešov, 18 km jižně Vlašim a 35 km severozápadně Praha. Obec je součástí Mikroregionu CHOPOS.

## Historie
První písemná zmínka o obci pochází z roku 1360.

### Územněsprávní začlenění
Dějiny územněsprávního začleňování zahrnují období od roku 1850 do současnosti. V chronologickém přehledu je uvedena územně administrativní příslušnost obce v roce, kdy ke změně došlo:
- 1850 země česká, kraj České Budějovice, politický a soudní okres Benešov[5]
- 1855 země česká, kraj Tábor, soudní okres Benešov
- 1868 země česká, politický a soudní okres Benešov
- 1939 země česká, Oberlandrat Tábor, politický i soudní okres Benešov[6]
- 1942 země česká, Oberlandrat Praha, politický i soudní okres Benešov[7]
- 1945 země česká, správní i soudní okres Benešov[8]
- 1949 Pražský kraj, okres Benešov[9]
- 1960 Středočeský kraj, okres Benešov
- 2003 Středočeský kraj, okres Benešov, obec s rozšířenou působností Benešov

### Rok 1932
Ve vsi Soběhrdy (přísl. Mezihoří, Phov, 520 obyvatel) byly v roce 1932 evidovány tyto živnosti a obchody: hostinec, kovář, obuvník, řezník, obchod se smíšeným zbožím, trafika, vápenice.
Ve vsi Žíňany (přísl. Žiňánky, 153 obyvatel, samostatná ves se později stala součástí Soběhrd) byly v roce 1932 evidovány tyto živnosti a obchody: hostinec, kolář, kovář, obuvník, tesařský mistr, trafika.

## Pověsti
Zaběhnuté svině jednou v lese Meduna vyhrabaly ze země zvon a žraly z něj oves. Uviděl to pasák ze Soběhrd a přivolal koňský povoz, aby zvon vytáhl. Stále se to nedařilo, ač se mezitím kolem sešel celý zástup lidí, kteří pomáhali, kněží se modlili za vytažení zvonu. Potom někoho napadlo zeptat se zvonu, kde by chtěl viset. Postupně jmenovali okolní obce a nechali koně táhnout příslušným směrem. Při vyslovení jména Vranov koně náhle vytrhli zvon ze země, a proto byl zavěšen právě do kostela sv. Václava ve Vranově.

## Doprava
Dopravní síť
- Pozemní komunikace – Obcí vede silnice II/110 Sázava – Ostředek – Soběhrdy – Benešov.
- Železnice – Železniční trať ani stanice na území obce nejsou.

Veřejná doprava 2012
- Autobusová doprava – V obci zastavovaly autobusové linky jedoucí např. do těchto cílů: Benešov, Čerčany, Chocerady, Praha, Sázava.

## Turistika
Obcí vede cyklotrasa č. 0068 Čerčany – Soběhrdy – Popovice – Jankov.

## Pamětihodnosti
- Kostel farního sboru Českobratrské církve evangelické. Původní dřevěný kostelík byl vybudován v roce 1786, dnešním zděným byl nahrazen v roce 1832. V roce 1910 byla dokončena přístavba věže, na kterou byly zavěšeny zvony Hus, Žižka a Chelčický. Prostřední z nich byl za I. světové války zrekvírován.[12]
- Římskokatolická kaple Nanebevzetí Panny Marie v novorománském slohu dokončená roku 1907[13]

## Hasiči
Jednotka sboru dobrovolných hasičů obce spadá do kategorie JPOIII/I.

## Galerie

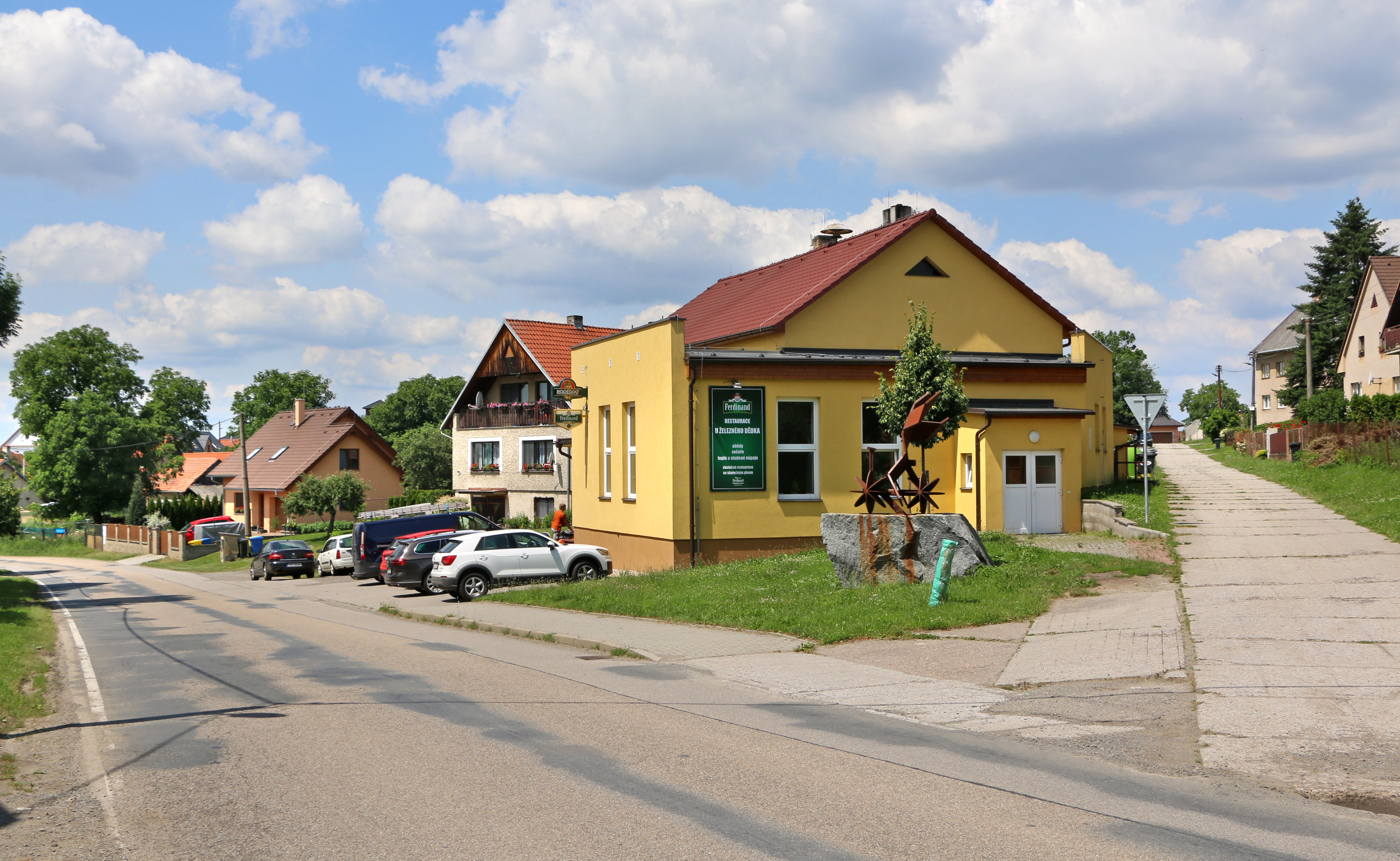
Restaurace a obecní úřad
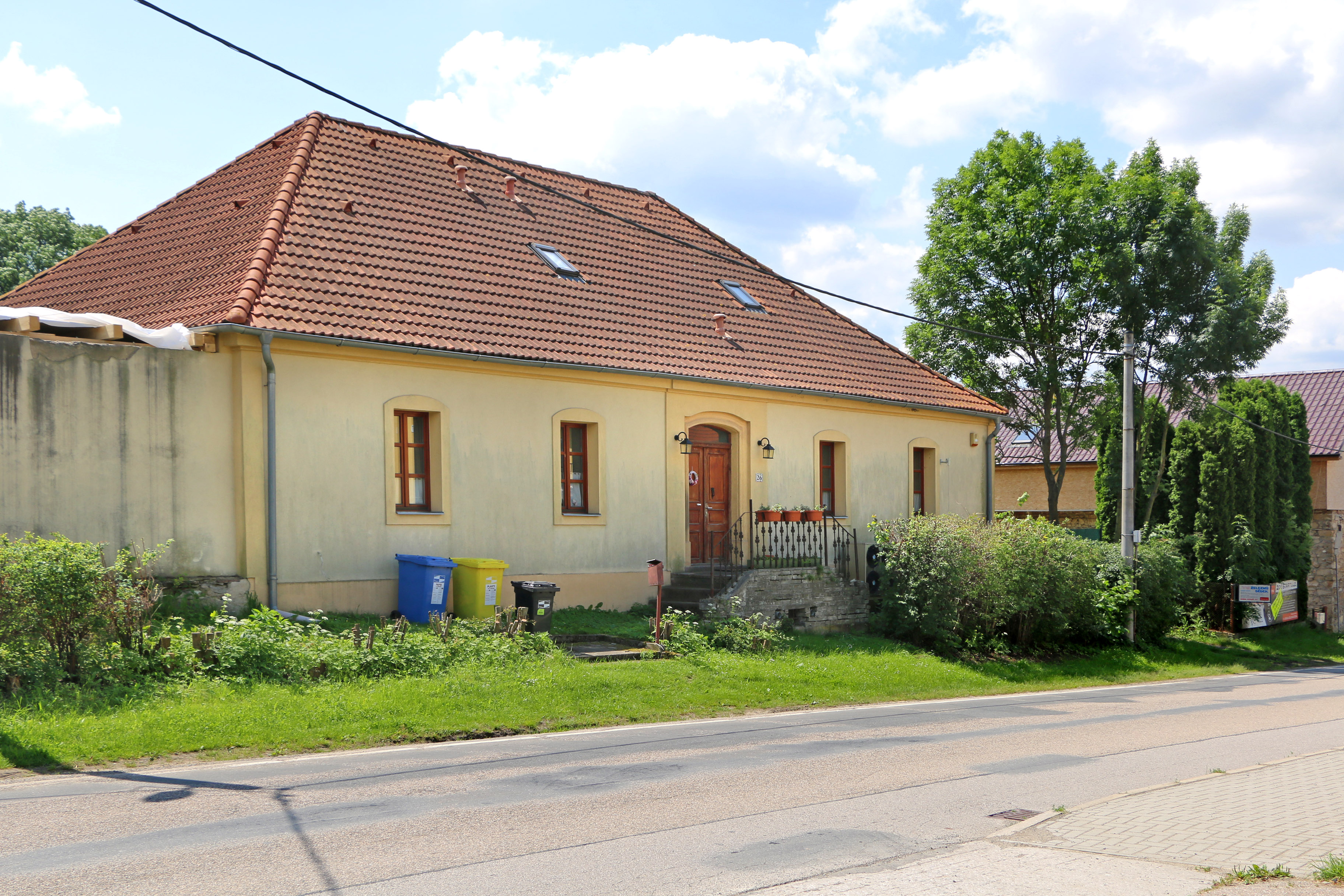
Dům čp. 26
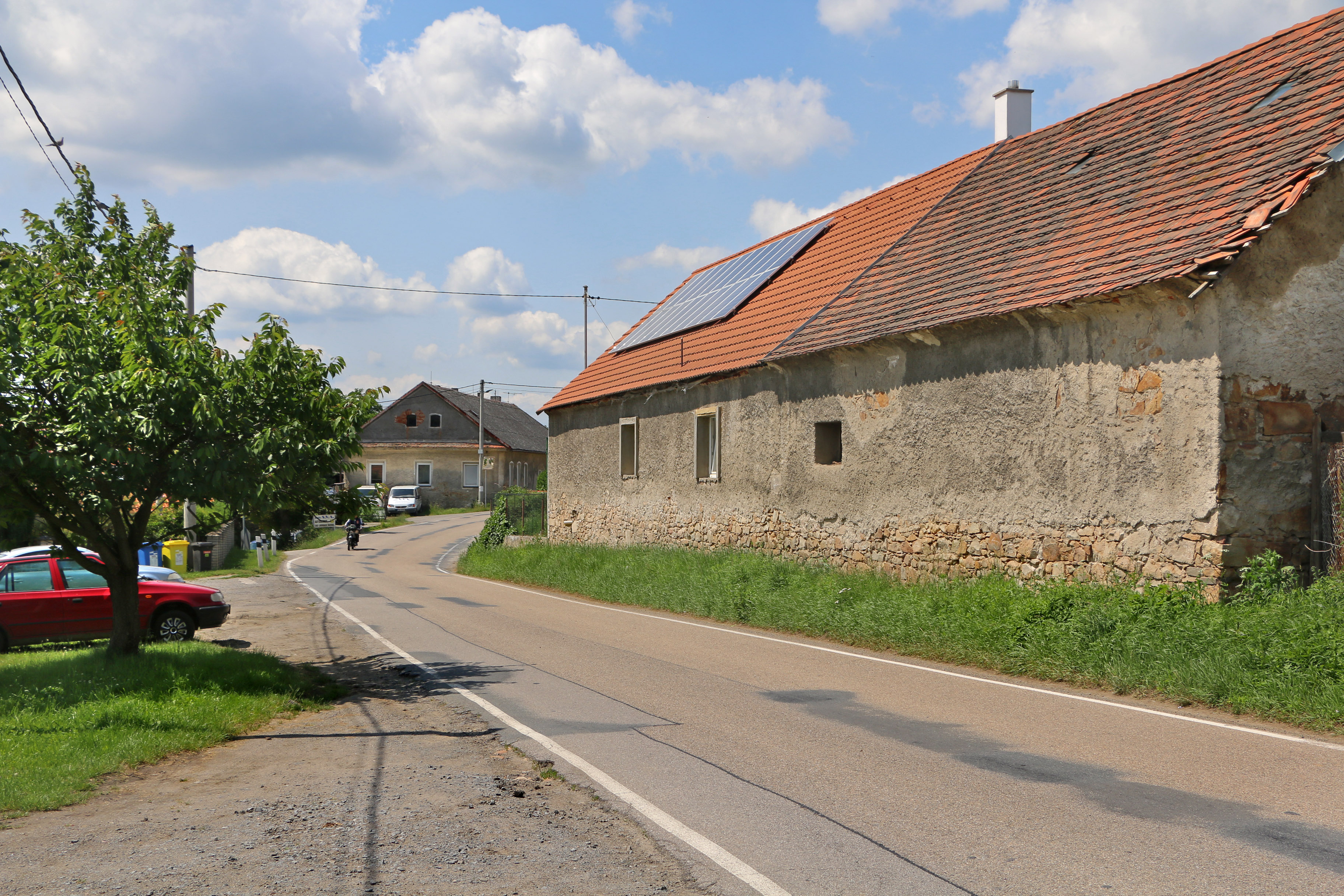
Silnice II/110
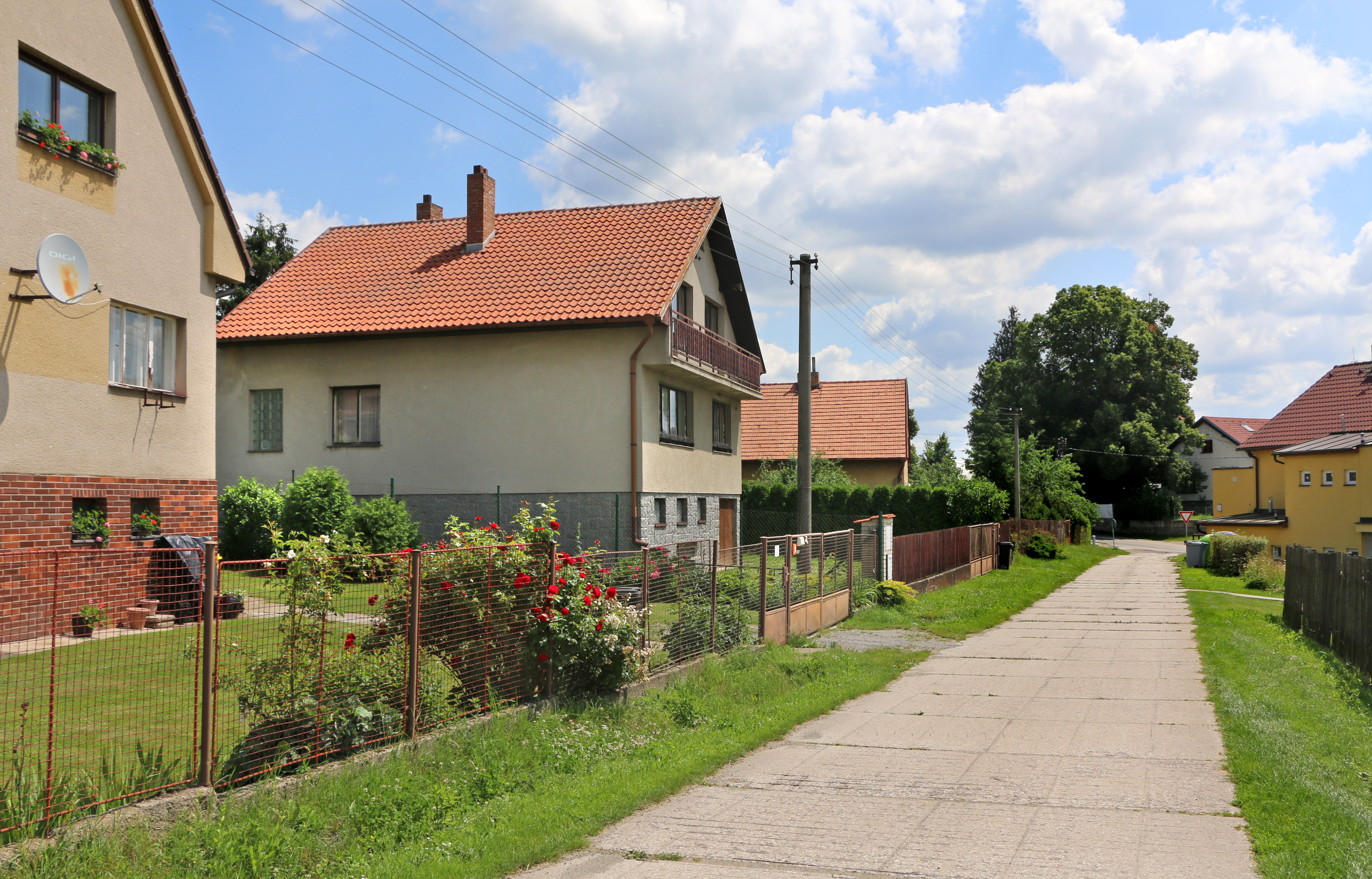
Domky v severní části obce